# San Mango Piemonte
San Mango Piemonte là một đô thị (comune) thuộc tỉnh Salerno trong vùng Campania của Ý. San Mango Piemonte có diện tích 5 km2, dân số là 2664 người (thời điểm ngày1 tháng 12 năm 2009).